# Wasil Harhun
Wasil Sciapanawicz Harhun (biał. Васіль Сцяпанавіч Гаргун, ros. Василий Степанович Гаргун, Wasilij Stiepanowicz Gargun) – białoruski kołchoźnik i polityk, deputowany do Rady Najwyższej Republiki Białorusi XIII kadencji, w latach 1996–2000 deputowany do Izby Reprezentantów Zgromadzenia Narodowego Republiki Białorusi I kadencji.

## Życiorys
W 1995 roku mieszkał we wsi Lubań w rejonie łuninieckim. Pełnił funkcję przewodniczącego kołchozu „Nowaje Palessie” (pol. Nowe Polesie) w rejonie łuninieckim, był członkiem Republikańskiej Partii Pracy i Sprawiedliwości. W drugiej turze wyborów parlamentarnych 28 maja 1995 roku został wybrany na deputowanego do Rady Najwyższej Republiki Białorusi XIII kadencji z dworeckiego okręgu wyborczego nr 26. 9 stycznia 1996 roku został zaprzysiężony na deputowanego. Od 23 stycznia pełnił w Radzie Najwyższej funkcję członka Stałej Komisji ds. Katastrofy Czarnobylskiej. Należał do frakcji agrariuszy. Od 3 czerwca był członkiem grupy roboczej Rady Najwyższej ds. współpracy z parlamentem Republiki Tureckiej. Poparł dokonaną przez prezydenta Alaksandra Łukaszenkę kontrowersyjną i częściowo nieuznaną międzynarodowo zmianę konstytucji. 27 listopada 1996 roku przestał uczestniczyć w pracach Rady Najwyższej i wszedł w skład utworzonej przez prezydenta Izby Reprezentantów Zgromadzenia Narodowego Republiki Białorusi I kadencji. Zgodnie z Konstytucją Białorusi z 1994 roku jego mandat deputowanego do Rady Najwyższej zakończył się 9 stycznia 2001 roku; kolejne wybory do tego organu jednak nigdy się nie odbyły.